# 滝口岩夫
滝口 岩夫（たきぐち いわお、1921年〈大正9年〉9月15日 - 2000年〈平成12年〉6月15日）は、日本の美術家、デザイナー、イラストレーター。香川県高松市出身。第二次世界大戦中に日本軍の兵士としてニューブリテン島ラバウルで従事していた体験をもとに、後世に戦争の愚かさと平和を訴えるための戦争画の絵画展を開催し、日本各地で反響を呼んだ。

## 経歴

### 戦場での体験
第二次大戦中に徴兵され、1942年（昭和17年）、当時日本軍の拠点であったラバウルに出征した。かつて画家志望であったことから宣伝班に転属され、日本兵の勝利のポスターやチラシを描いて敵軍を攪乱する「絵描き兵」に任命された。
1943年（昭和18年）5月、アメリカ軍海兵隊のウォルター・メベリー中尉（20歳代）が日本軍の捕虜となり、彼が宣伝班でアメリカのラジオの傍受（スパイ行為）を命じられるにあたり、滝口はその監視役に任命された。2人は共に生活するうちに、互いの誠実な性格により次第に親交を深めた。敵軍同士の壁を超えてメベリーと友情を育んだ滝口は、やがて戦争への怒り、反戦の心を抱き、メベリーと「戦争で生き残ったら平和のために尽くす」との約束を交わした。
翌1944年（昭和19年）2月、戦局の悪化にともない宣伝班は解散されて実戦に投入された。メベリーは憲兵隊に引き渡され、滝口のもとを去ったが、その後にアメリカ軍の爆撃に遭って死亡した。初の戦場で兵士たちの無残な死体の山を目にした滝口は、無念のまま死んだメベリーとの約束のため、戦争の愚かさを人々に伝えようと、戦争画の制作を開始した。1年半近くにおよぶ戦闘と絵描きの二重生活の最中、戦争画には戦場の惨状や兵士たちの無念さなど、最前線の戦地で目にしたあらゆる出来事が描かれ、その数は数百枚に昇った。
1945年（昭和20年）8月、終戦。しかし滝口が描きためた戦争画は、機密保持のためにすべて焼却されてしまった。滝口自身もその後は収容所で重労働を強いられる身となり、戦争画を描くこともままならなかった。

### 復員後の戦争画制作・展覧会開催
復員後の滝口は舞台美術、映画看板、テレビ美術、デザイン、イラストなど多方面で活躍した。戦後の日本を必死で生き抜く毎日を送るうちに、いつしかメベリーとの約束は過去のものとなっていった。
1981年（昭和56年）のある夜、滝口の夢にメベリーが現れて助けを求め、その夢は七晩続いた。これを機に、滝口はメベリーとの約束を守るため、再び戦争画を描くことを決心。戦時中の記憶のみを頼りにラバウルでの激戦を紙上で再現し、当時の画を復元していった。すでに年齢は60歳を過ぎていた上、戦争による後遺症を抱えていた滝口にとって、それは執念の作業であった。やがて完成した戦争画の数は、数千枚に昇った。
1984年（昭和59年）、それらの戦争画を市民へ公開し、戦争を知らない世代の人々に戦争の実態を伝え、平和を訴えるため、絵画展を開催した。郷里の高松市を皮切りに、北は北海道から南は九州まで、1999年（平成11年）までに約60回開催され、多くの若い世代も来場した。滝田の戦争画は克明な描写により来場者に戦争の悲惨さを訴えるものであり、来場者からは戦争の酷さ、悲しみ、辛さの実感、平和な今こそあらためて当時を見つめ直すことの大切さなどの感想が寄せられた。
1997年（平成9年）には滝口の半生が、三枝義浩による漫画『語り継がれる戦争の記憶』シリーズ（雑誌『週刊少年マガジン』掲載）の1作『戦火の約束』として漫画化された。読者の子供たちからは多くの反響が寄せられ、これを機に絵画展でも子供たちの関心が高くなった。しかしこの頃の滝口は戦争の後遺症の悪化により車椅子生活を余儀なくされ、絵筆を持つ力すら失われていた。
2000年（平成12年）6月、満80歳で死去した。没後も妻の美代子や息子の健一郎が日本各地で絵画展を開催し続け、妻の美代子が戦時中の内地の惨状を伝えるために執筆した半生記が2008年（平成20年）に『みよちゃんの戦争と平和』（ぶんがく社）として出版されるなど、その遺志は家族たちに受け継がれている。